# Aleksander Wolszczan
Aleksander Wolszczan [aleksander volščan] - (nar. 29. dubna 1946 Szczecinek) je polský astronom, objevitel prvních planet mimo sluneční soustavu.
V roce 1969 ukončil Univerzitu Mikuláše Koperníka v Toruni. V roce 1973 absolvoval stáž v Ústavu Maxe Plancka v Bonnu. V roce 1975 získal na mateřské univerzitě doktora fyziky za práci věnovanou pulsarům. Od roku 1982 je trvale v zahraničí.
V září 1991 s pomocí radioteleskopu v Arecibo (Portoriko) objevil první tři planety mimo sluneční soustavu (tzv. extrasolární planety), které kroužily kolem pulsaru PSR B1257+12' v souhvězdí Panny. Objev byl oficiálně oznámen na sjezdu Americké astronomické společnosti v Atlantě v lednu 1992. Dne 22. března 1994 publikoval úplné výsledky výzkumů svého objevu. V únoru 2005 na konferenci v Aspenu v Coloradu oznámil, že spolu s Maciejem Konackim objevil v tomto systému ještě čtvrtou planetu.
Od roku 1992 vede výzkum a přednáší jako profesor astronomie a astrofyziky na Státní univerzitě Pensylvánie (Penn State) a na své mateřské univerzitě. Oceněn časopisem Nature jako autor jednoho z 15 fundamentálních objevů z fyziky, které vydavatelství publikovalo.